# Хмилевски, Карл
Карл Хмилевски (нем. Karl Chmielewski; 16 июля 1903, Франкфурт-на-Майне, Германская империя — 1 декабря 1991, Прин-ам-Кимзе, Бавария, Германия) — немецкий военный преступник, комендант концентрационного лагеря Герцогенбуш, гауптштурмфюрер СС.

## Биография
Карл Хмилевски родился 16 июля 1903 года. Учился в гимназии Карла-Вильгельма во Франкфурте-на-Майне и высшей реальной школе в Лангене, аттестата не получил. В Мюнхене выучился на резчика по дереву и слоновой кости, некоторое время работал по специальности. После длительной безработицы и случайных заработков в 1932 году вступил в СС, а 1 мая 1933 года – в НСДАП (билет № 1508254). Служил вестовым между управлением полиции и главным управлением СС в Мюнхене, затем служил в адъютантуре рейхсфюрера СС.
В 1935 году Хмилевски служил в комендатуре концентрационного лагеря Колумбия, в 1936—1939 годах — в комендатуре Заксенхаузена. В 1940 году был уполномоченным по строительству концентрационного лагеря Гузен, который превратил в лагерь уничтожения, а затем комендантом там же. В начале 1942 года заболел сыпным тифом и был признан неспособным к несению обязанностей. Однако уже в сентябре 1942 года он был переведён в Брабант, где руководил постройкой концентрационного лагеря Герцогенбуш, комендантом которого он являлся с января по октябрь 1943 года.

Хороший заключённый выдерживает в концлагере не более 3—4 месяцев. Кто выдерживает больше, тот профессиональный преступник.— Карл Хмилевски в бытность комендантом Гузена.
За хищения предстал перед судом СС и был приговорён к 15 годам заключения. Находился в Заксенхаузене и Дахау. По некоторым данным, до апреля 1945 года был старостой во внешнем лагере Аллах.
После капитуляции Германии бежал в Австрию, где до осени 1946 года скрывался в Меттмахе, а затем по фальшивым документам перебраться обратно в Германию, где он скрывался у крестьян, занимаясь разведением кроликов. В 1953 году в Мюнхене был приговорён к году заключения за двоеженство и нарушение присяги. Одновременно с этим вскрылась деятельность Хмилевски в концентрационных лагерях и 11 апреля 1961 года он за убийство 282 человек был приговорён к пожизненному заключению. Отбывал наказание в тюрьме города Штраубинг. В 1979 году был освобождён по состоянию здоровья.